# Soter bicolor
Soter bicolor är en stekelart som först beskrevs av Gyöö Viktor Szépligeti 1908.  Soter bicolor ingår i släktet Soter och familjen bracksteklar. Inga underarter finns listade i Catalogue of Life.